# 고호쿠 우편국

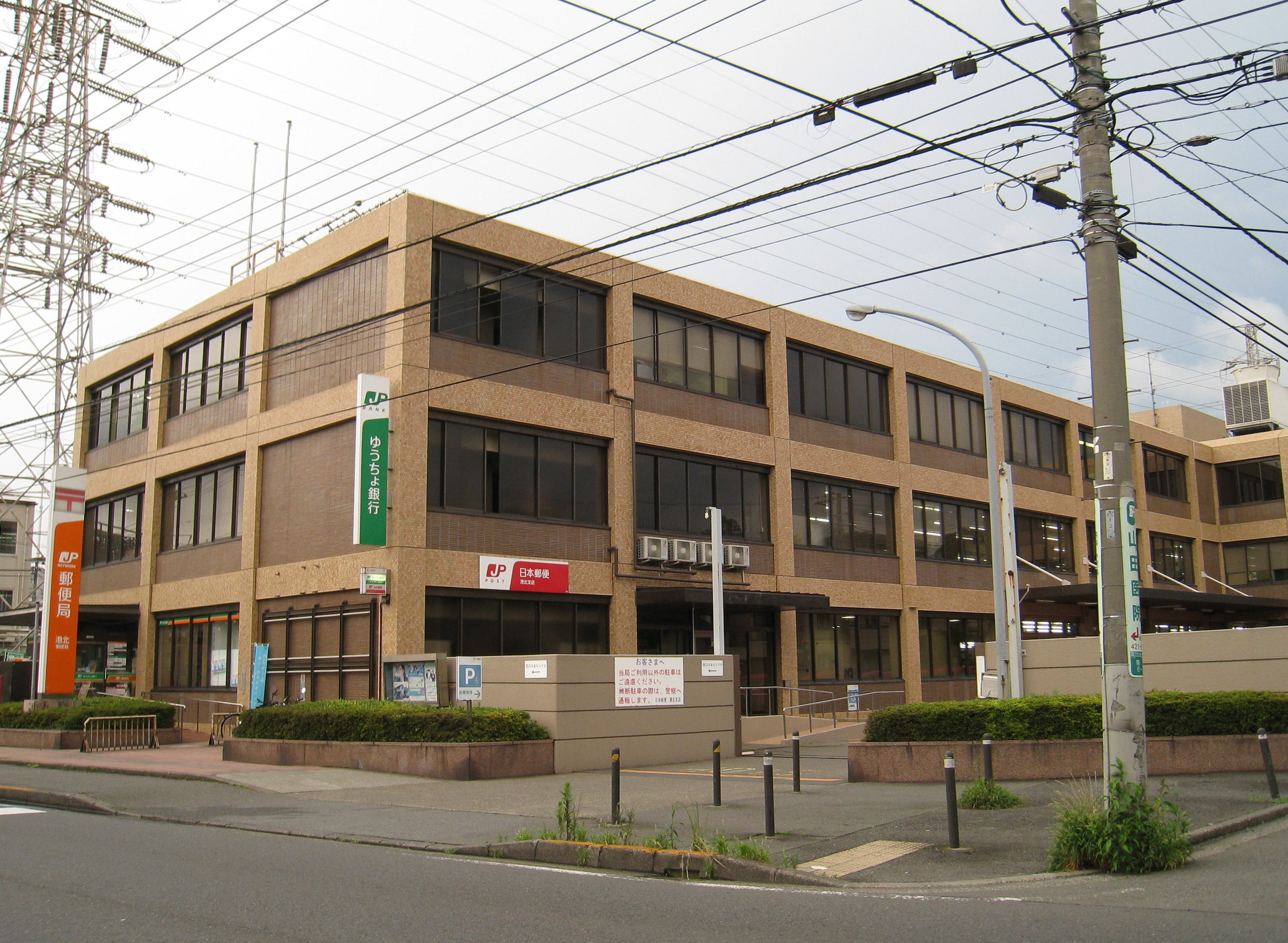
고호쿠 우편국

고호쿠 우편국(일본어: 港北郵便局 고호쿠유빈쿄쿠[*])는 요코하마시 고호쿠구에 위치한 우체국이다.